# 烟盒警告信息
烟盒警告信息是香烟和其他烟草产品印在包装上的警告信息，这些警告信息通常都提示吸烟对健康的影响。
世界卫生组织呼吁各国在烟草包装上使用图形警示，包括使用强烈明确的措辞来描述烟草使用和接触二手烟导致的疾病。同时要使用大号字体，占主要可见部分50%以上；图片（以警示性的图片为主）比单纯使用文字影响力更大。

## 中国大陆
根据《中华人民共和国烟草专卖法》第4章第18条以及《中华人民共和国烟草专卖法实施条例》第5章第29条，在中国境内生产、销售以及由其他国家和地区进口，由中国烟草总公司专卖的香烟及雪茄烟，应当在包装上标注焦油含量和“吸烟有害健康”的中文字样。
在2009年之前，中国大陆销售的香烟，其“吸烟有害健康”的字样都印在侧面，这是不醒目的地方。而根据世界卫生组织的《烟草控制框架公约》，中国大陆销售的香烟在2009年1月9日前对烟草制品包装上的警示信息进行了升级，要求企业必须使用清晰醒目的风险警示语或图片（目前只使用文字，不使用图片），告知烟草使用的危害后果，警示标志不应少于30%且印在包装的正面和背面（正面为简体中文，背面为英文），以符合国际现今标准。以下为2009年修订后的警告信息中英文对照：
| 简体中文                            | 英文（标准为大写，以小写表示）                                                   |
| ----------------------------------- | -------------------------------------------------------------------------------- |
| 吸烟有害健康 尽早戒烟有益健康       | Smoking is harmful to your health Quitting smoking early is good for your health |
| 吸烟有害健康 戒烟可减少对健康的危害 | Smoking is harmful to your health Quitting smoking can reduce health risks       |

根据2016年10月起施行的《境内卷烟包装标识的规定》，在中国大陆售卖的香烟及雪茄烟的警示语再次作出修订，且全部使用简体中文标注，同时进一步扩大警语区面积、加大警语字体、增强颜色对比度。修订后的警示语内容如下：
- 正面：“本公司提示
吸烟有害健康
请勿在禁烟场所吸烟”
- 背面（版本一）：“尽早戒烟有益健康
戒烟可减少对健康的危害”
- 背面（版本二）：“劝阻青少年吸烟 
禁止中小学生吸烟”

## 香港
根据香港法例第371B章《吸煙(公眾衞生)(訂明資訊)令》，在港销售的载有20支或多于20支香烟、雪茄烟需要按附表第II部所列出的其中一种式样，必须显示健康忠告及焦油量和尼古丁量说明，该说明须至少覆盖显示中、英版本的表面的面积的85%
1. ↑  適用於非圓柱體的捲煙（即法律指的香煙）包裝，對於非單支裝的雪茄、煙斗煙草或香煙煙草；單支裝的雪茄；使用圓柱體包裝的香煙，請依次參閲香港法例第371B章《吸煙(公眾衞生)(訂明資訊)令》中的第4A條；第4AA條；第3（5）條

，該等面積須由12款指定的警示中的其中一個覆蓋。
该说明以「請為你的下一代戒煙 戒煙熱線：1833 183 香港特區政府忠告市民」（英文为：QUIT SMOKING FOR FUTURE GENERATIONS. QUITLINE: 1833 183. HKSAR GOVERNMENT WARNING）为打头，以下为警示内容：
| 繁体中文                      | 英文                                        |
| ----------------------------- | ------------------------------------------- |
| 吸煙奪去我的聲線              | Smoking takes away my voice                 |
| 吸煙帶來痛苦，生不如死        | Smoking causes suffering, not just death    |
| 吸煙引致早死                  | Smoking causes premature death              |
| 吸煙足以致命                  | I died of smoking                           |
| 違例吸煙：定額罰款港幣1,500元 | Smoking offence: fixed penalty HK$1,500     |
| 吸煙引致陽萎                  | Smoking causes impotence                    |
| 吸煙引致衰老                  | Smoking causes ageing                       |
| 吸煙引致末梢血管疾病          | Smoking causes peripheral vascular diseases |
| 吸煙引致中風                  | Smoking causes strokes                      |
| 吸煙引致心臟病                | Smoking causes heart disease                |
| 吸煙禍及子女                  | Smoking harms your children                 |
| 吸煙引致肺癌                  | Smoking causes lung cancer                  |

另外，自2007年1月1日起，所有煙草產品的價錢牌中至少20%的面積必須印有「香港特區政府忠告市民 吸煙足以致命」
1. ↑  對於面積為1500平方厘米的價錢牌，中英文版的「香港特區政府忠告市民」分別需以第30級的華康中黑體和同樣大小的大寫Univers字體印刷，小於前述面積的價錢牌可以按比例縮小
2. ↑  對於面積為1500平方厘米的價錢牌，中英文版的「吸煙足以致命」分別需以第90級的華康中黑體和和同樣大小的大寫Univers字體印刷，小於前述面積的價錢牌可以按比例縮小

的文字忠告。（英文為：HKSAR GOVERNMENT WARNING: SMOKING KILLS）

## 台湾
根据中华民国衛生福利部的《菸品尼古丁焦油含量檢測及容器標示辦法》，在台湾销售的香烟，其容器應標示之吸菸有害健康之警示圖文與戒菸相關資訊（又稱健康警示），以繁体中文表示（下表为2013年升格为衛生福利部后的新版内容，2014年6月1日起施行）：
- 吸烟导致皮肤老化
- 烟瘾困你一生
- 吸烟会导致性功能障碍
- 烟害导致胎儿异常及早产
- 不吸烟，你可以拥有更多
- 二手烟引发儿童肺炎、中耳炎、癌症
- 吸烟影响口腔卫生
- 吸烟引发自己与家人中风与心脏病

而旧版本则以“行政院衛生署警告”或“行政院衛生署提醒”打头，内容如下：
- 吸菸有害健康
- 孕婦吸菸易導致胎兒早產及體重不足
- 抽菸會導致肺癌﹑心臟病﹑氣腫及與懷孕有關的問題
- 吸菸害人害己
- 懷孕婦女吸菸及二手烟可能傷害胎兒，導致早產及體重不足
- 戒菸可減少健康的危害
- 吸烟会导致口臭、口腔疾病
- 二手烟会伤害家人健康

无论是旧版本还是新版本，都会打上戒烟专线0800-636363。

## 日本

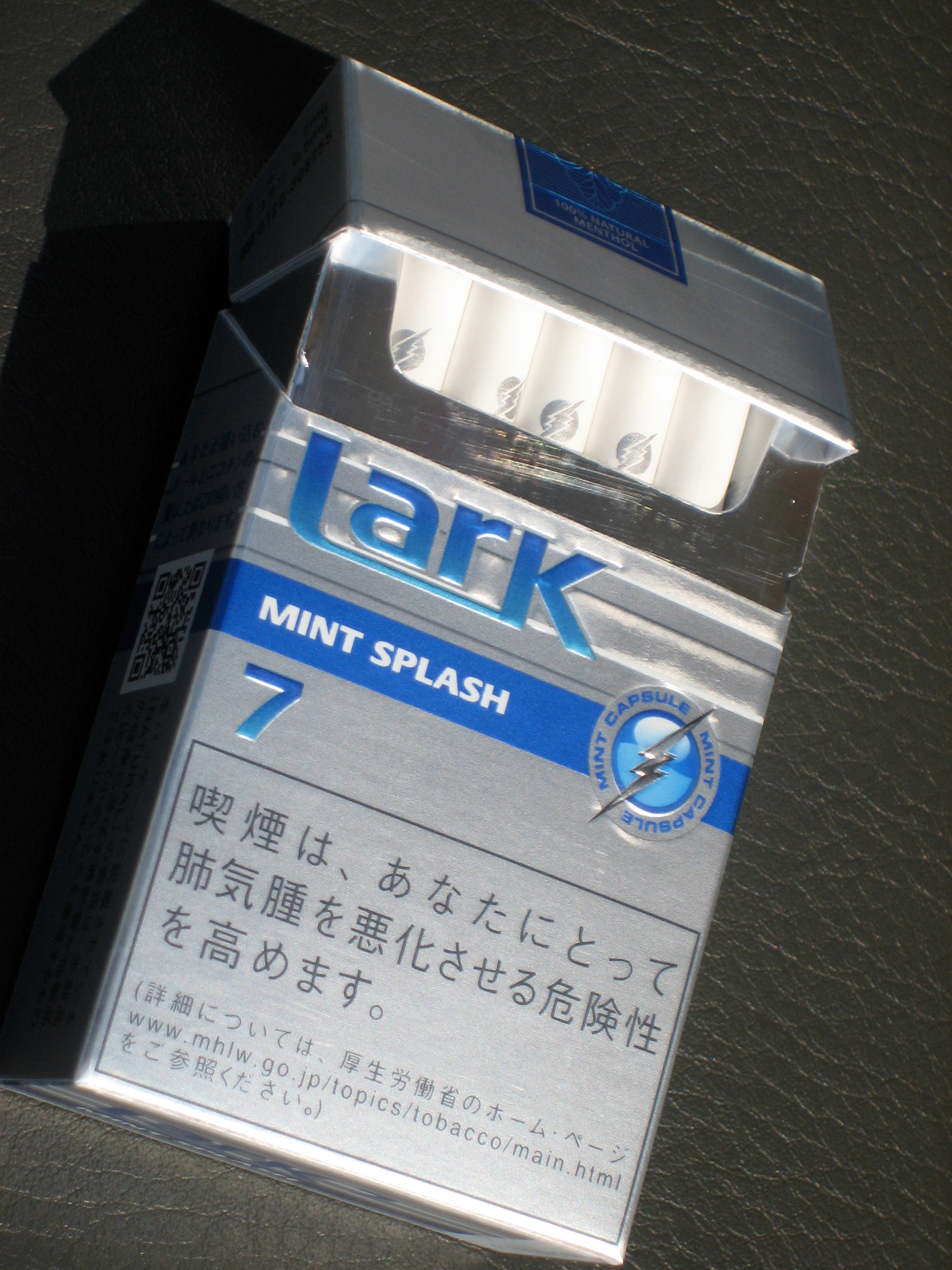
日本烟草产品的警告信息

日本是亚洲第一个强制实施烟盒上印警告信息的国家。1972年起，日本首次将烟草健康警告信息印在烟盒上。在2005年之前，日本的烟草包装警告只有一种：
- （为了您的健康，请勿过量吸烟）（1972–1989）
- （请勿过量吸烟，否则会危害健康）（1990–2005）

现时的警告由日本财务省于2005年制定，该警告基于《烟草事業法》第39条制定：
正面
- （吸烟导致肺癌。根据流行病学估计，吸烟者死于肺癌的概率比不吸烟者高出二至四倍。）
- （吸烟会增加心肌梗死的风险。根据流行病学估计，吸烟者死于心肌梗死的概率比不吸烟者高出约1.7倍。）
- （吸烟会增加中风的风险。根据流行病学估计，吸烟者死于中风的概率比不吸烟者高出约1.7倍。）
- （吸烟会加重肺气肿的症状。）

背面
- （孕期吸烟是早产和胎儿生长受损的原因。根据流行病学估计，孕妇吸烟者患低出生体重的概率比不吸烟的孕妇高出二倍；孕妇吸烟者患早产的概率比不吸烟的孕妇高出三倍（欲了解更多信息，请访问日本厚生劳动省网站：www.mhlw.go.jp/topics/tobacco/main.html））
- （烟草的烟雾对你周围的人，尤其是婴幼儿、儿童和老年人的健康产生不利影响。吸烟时要小心，不要给别人带来不便。）
- （吸烟的依赖关系是由尼古丁含量决定的。）
- （未成年人吸烟会加剧香烟成瘾和损害健康。在你周围的鼓励下不要吸烟。）

## 韩国

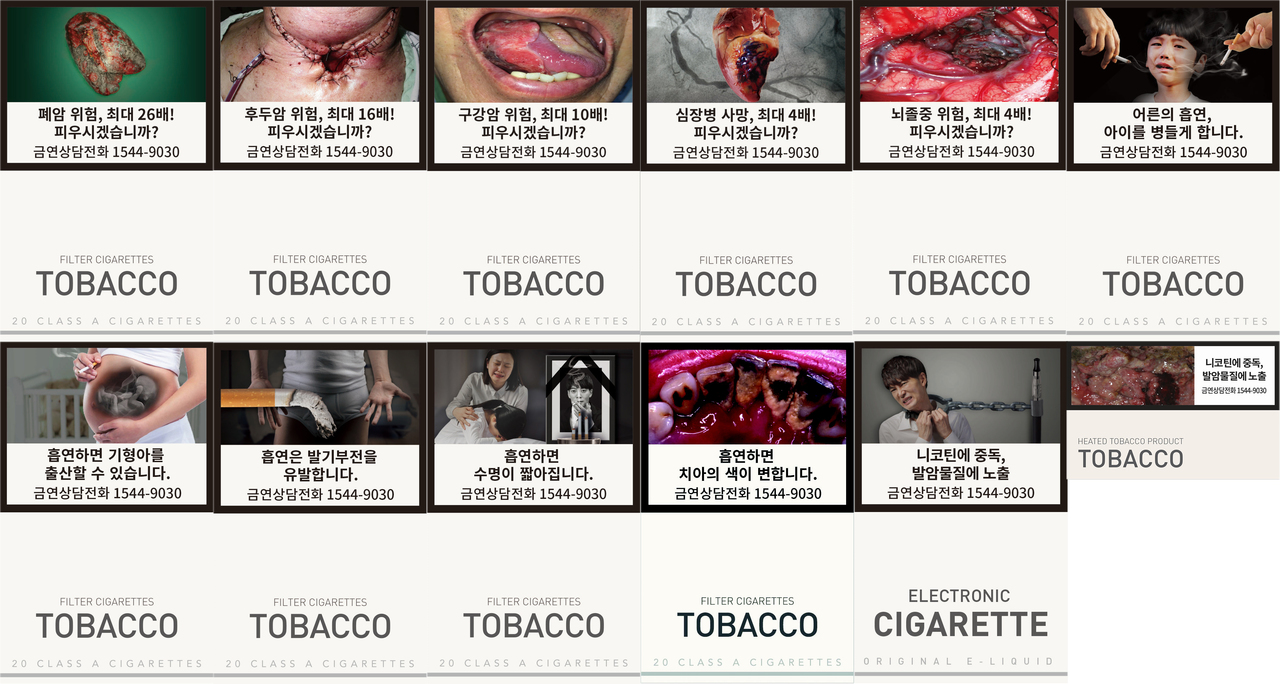
韩国在2018年至2020年使用的第二套烟盒警示图及对应的文字警示。除传统卷烟外，电子烟和加热烟同样需要在外包装上印刷相应的警示图片

韩国于1972年起就要求在烟草上写明警告信息，这些警告信息包括：
- 1976年－1989年：（为了您的健康，请避免吸烟过多）
- 1989年12月－1996年：（吸烟会导致肺癌，对青少年和孕妇特别危险）
- 1996年－2005年3月：（正面）（吸烟导致肺癌和其他疾病，对青少年和孕妇特别危险）；（背面） （向19岁以下的人士售卖香烟属违法行为）；（附加内容）  （如果你戒烟，你能够健康长寿）、（吸烟还会导致瘫痪和心脏病）、 （吸烟也会损害你心爱的孩子）、（吸烟危害他人）
- 2005年4月－2007年4月 （正面）건강을 해치는 담배 그래도 피우시겠습니까? （吸烟会损害你的健康。你想继续抽烟吗？）；（背面）19세 미만 청소년에게 판매할 수 없습니다（向19岁以下的人士售卖香烟属违法行为）；（附加内容与上文相同）
- 2007年4月－2009年4月 흡연은 폐암 등 각종 질병의 원인이 되며, 특히 임신부와 청소년의 건강에 해롭습니다 （吸烟导致肺癌和其他疾病，对青少年和孕妇特别危险）；19세 미만 청소년에게 판매 금지! 당신 자녀의 건강을 해칩니（向19岁以下的人士售卖香烟属违法行为！香烟危害您孩子的健康）
- 2009年4月－2011年4月  （吸烟危害你的健康。一旦你开始吸烟，难以戒掉） （向19岁以下的人士售卖香烟属违法行为！香烟危害您孩子的健康）
- 2007年3月起亦开始印制图片警示。[來源請求]
- 2016年12月23日起引進了印有吸煙有害警示圖片的標準煙盒包裝，以提醒民眾吸煙有害。警示圖片在煙盒前後兩面所占面積須分別達到30%（如包含警示語句須達50%），有關警示圖片的內容包括病變的肺、穿孔的咽喉、爛掉的牙齒乃至吸烟者的遗像等。为保证图片的警示作用，韩国每24个月更新一组警示图片；目前，保健福祉部已经分别在2018年[9]和2020年[10]将这些图片更新了两次，并将于2022年12月23日[11]再次更新。

## 马来西亚
在马来西亚，自1976年6月起便开始要求在烟草上写明警告信息。
- （马来西亚政府警告：吸烟有害健康）

2009年6月1日起，马来西亚开始使用图形警示。

## 新加坡
2004年8月起，新加坡在烟盒上印制图形警示；2006年对此稍作修改，现时的警示如下：
- Smoking causes mouth diseases（吸烟会引起口腔疾病）
- Smoking can cause a slow and painful death（吸烟会引起慢性自杀）
- Smoking causes lung cancer（吸烟会引起肺癌）
- Smoking causes gangrene（吸烟会引起坏疽）
- Smoking causes neck cancer（吸烟会引起颈部肿瘤）
- Smoking harms your family（吸烟危害你的家人）
- Smoking causes 92% of oral cancer（吸烟导致92％的口腔癌）

## 印尼
印尼的烟盒警示信息于2014年修订，其内容为“PERINGATAN: MEROKOK MEMBUNUHMU”（警告：吸烟会致人死亡）。

## 澳大利亚
2012年12月1日，澳大利亚推出世界上最严格的烟草包装警示信息标准。要求香烟盒移除一切品牌信息（颜色、图片、公司标志和商标），只允许制造商在烟盒上用指定的大小、字体在指定的位置印上自己的商标，除此之外，还要印上健康警告和其他法律要求的信息，比如有毒成份和完税标签。此计划又被称为简易烟盒计划。

## 泰國
2014年起，當局規定烟盒中健康警示需佔煙包面積最少85%，大部份驚嚇力十足，如因癌症引致爛心、爛肺、爛嘴等，以及被送進火葬場裡。

## 新西兰

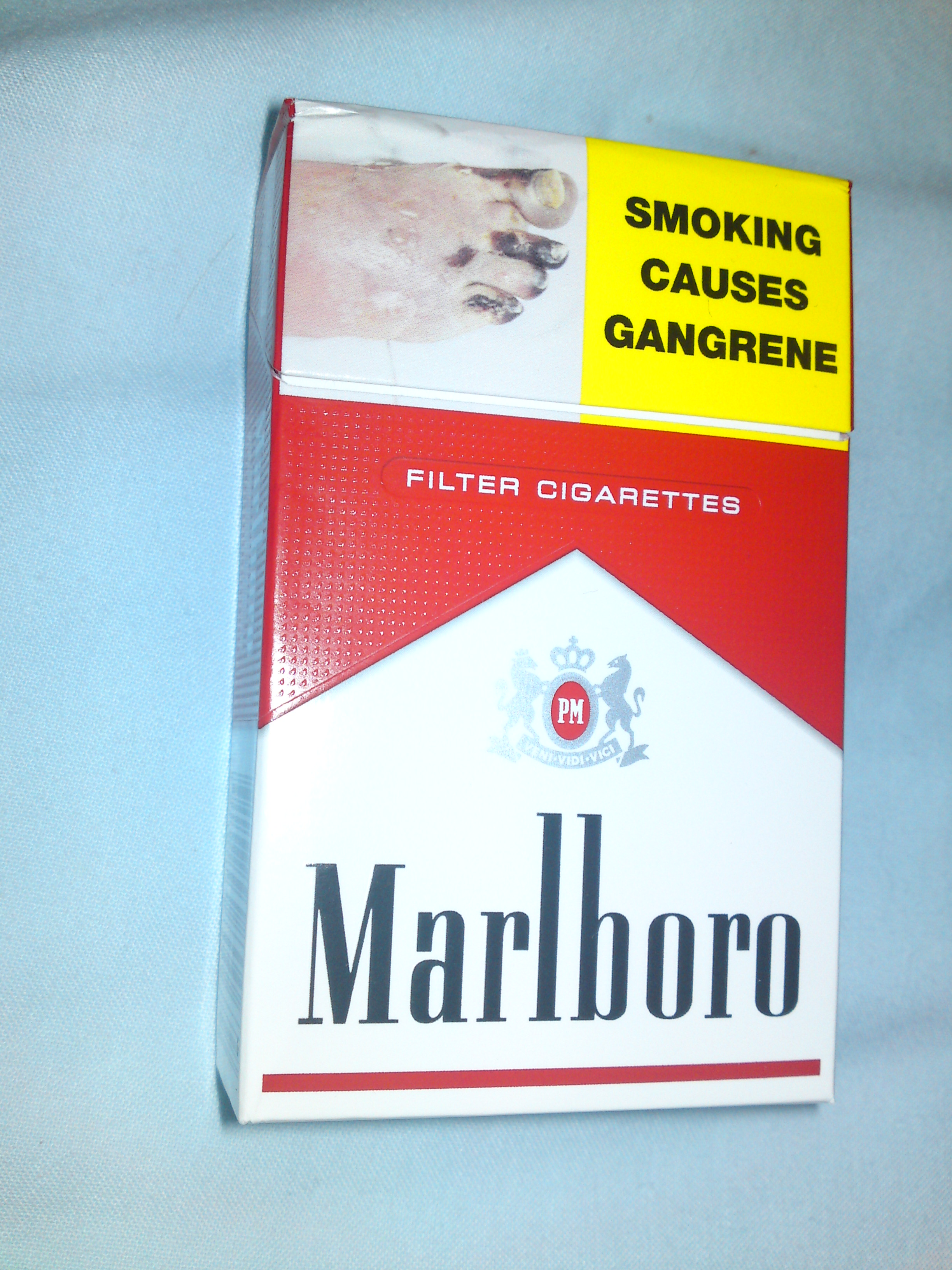
新西兰万宝路烟正面

新西兰自2008年2月28日起要求在烟草产品上标注警示图片，共有14种警告：
- Smoking causes gangrene（吸烟会导致坏疽）
- Smoking causes blindness（吸烟会导致失明）
- Smoking causes mouth cancer（吸烟会导致口腔癌）
- You are not the only one smoking this cigarette（你不是只有一个人吸烟）
- Over 80% of lung cancers are caused by smoking（超过80％的肺癌是由吸烟引起）
- Tobacco smoke is poisonous（烟雾是有毒的）
- Smoking causes heart attacks（吸烟会导致心脏发作）
- Smoking can make you impotent（吸烟可以使你性无能）
- Smoking is highly addictive（吸烟是很容易上瘾）
- Smoking causes foul and offensive breath（吸烟导致进攻性呼吸）
- Your smoking can harm your kids（吸烟会损害你的孩子）
- Smoking causes serious lung diseases（吸烟会导致严重的肺部疾病）
- Smoking more than doubles your risk of stroke（吸烟增加了一倍以上的中风的风险）
- Smoking blocks your arteries（吸烟会堵住你的动脉）

## 欧盟和英國

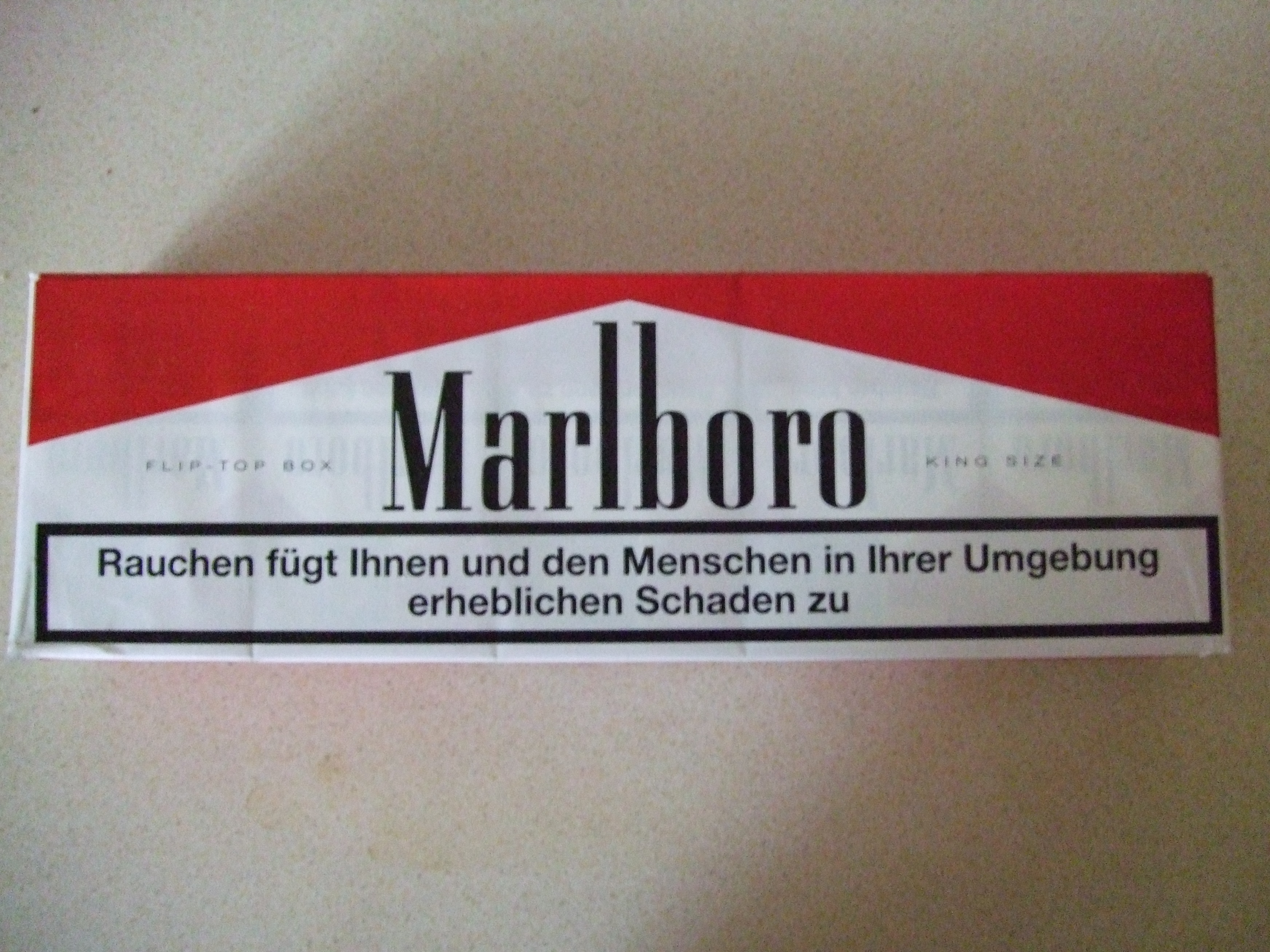
德国的烟盒警告信息

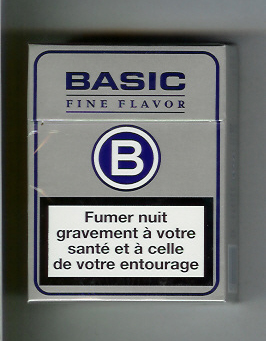
法国的烟盒警告信息

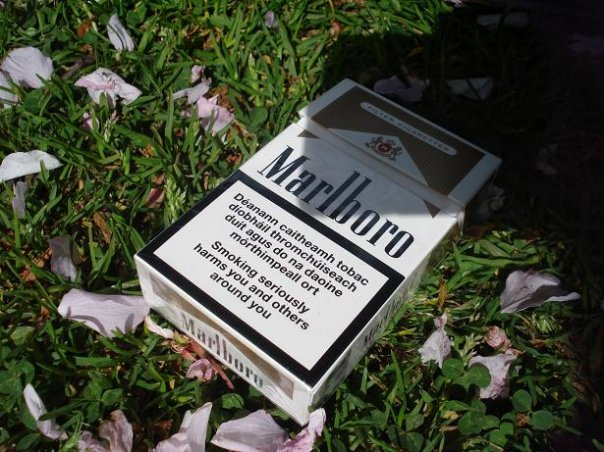
爱尔兰警告信息

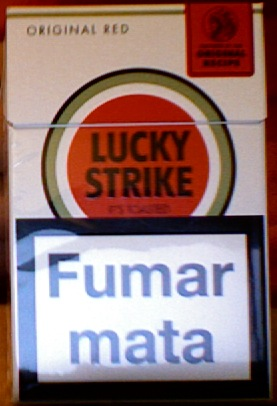
葡萄牙警告信息

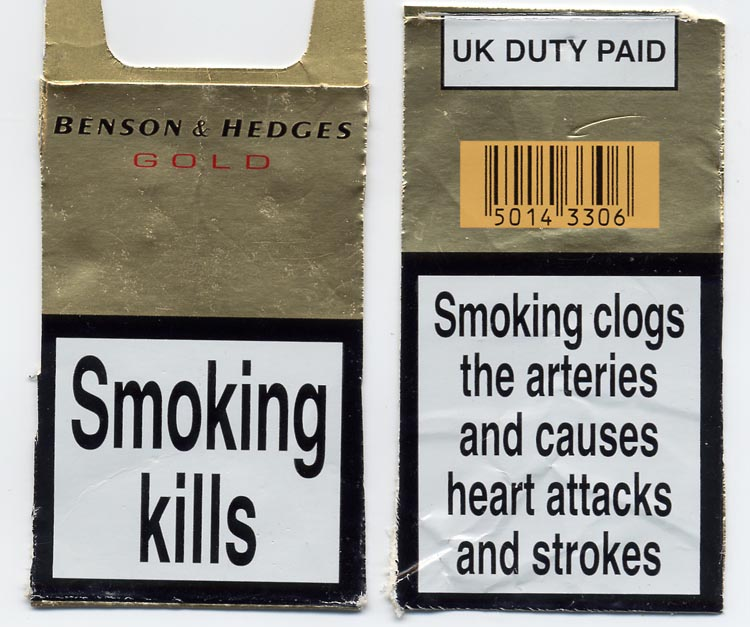
英国的烟盒警告信息

在欧盟销售的香烟，其烟盒的警告信息为欧盟统一标准，然而由於英國脫離歐盟，英國政府將在2018年元旦推出超恐嚇型圖文忠告。

## 俄罗斯
俄罗斯自2013年起仿照欧盟标准，对烟草警示信息进行了升级，共有12种警示。

## 美国

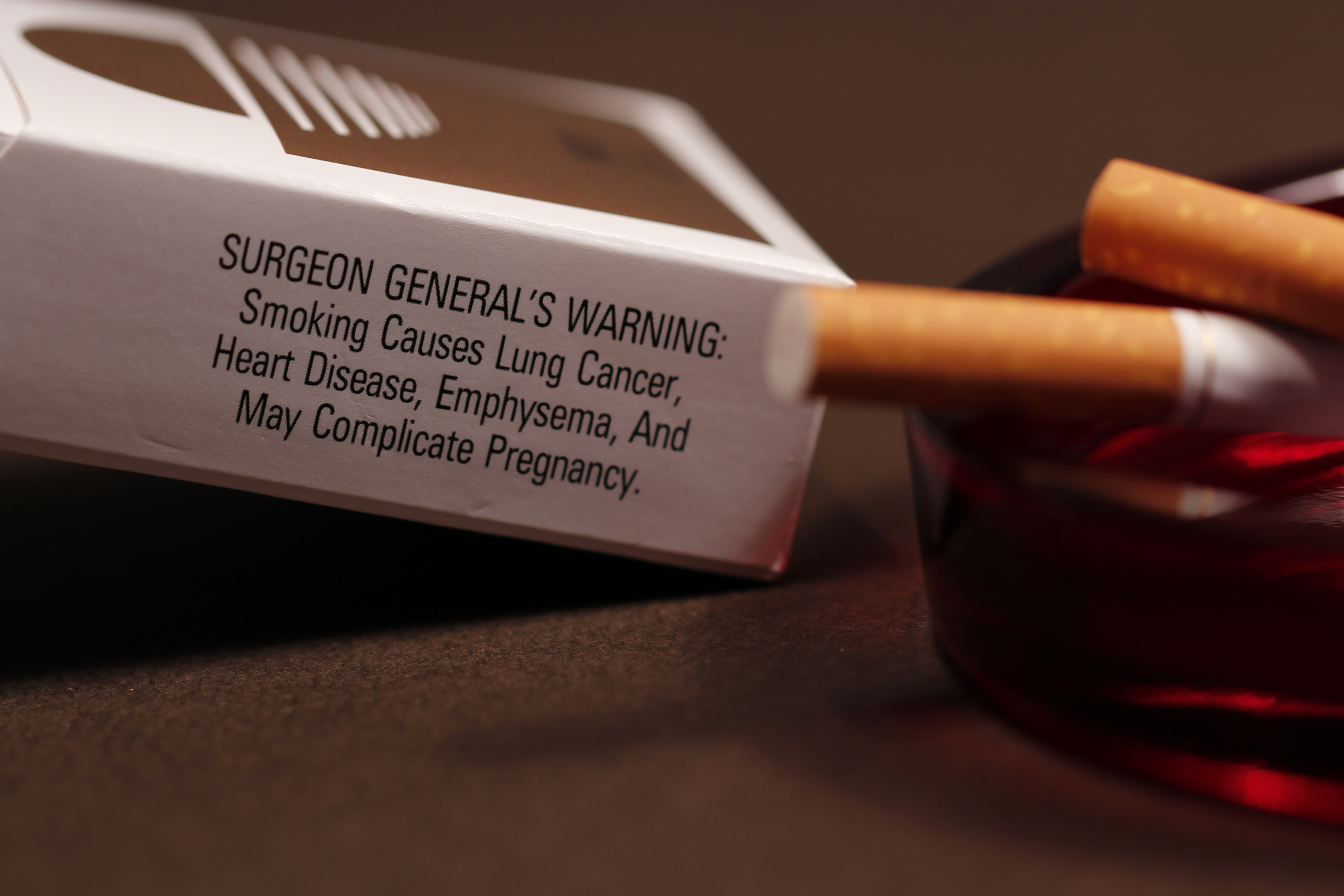
美国烟草警示信息

美国是世界上第一个强制实施烟盒上印警告信息的国家，在香烟产品上，其警示内容如下：
- Caution: Cigarette Smoking May be Hazardous to Your Health（警告：吸烟可能会危害您的健康，1966–1970）
- Warning: The Surgeon General Has Determined that Cigarette Smoking is Dangerous to Your Health（警告：卫生局长已经确定吸烟有害健康，1970–1985）
- SURGEON GENERAL'S WARNING: Smoking Causes Lung Cancer, Heart Disease, Emphysema, And May Complicate Pregnancy.（卫生局长警告：吸烟导致肺癌，心脏病，肺气肿，而且可能影响妊娠。1985–）
- SURGEON GENERAL'S WARNING: Quitting Smoking Now Greatly Reduces Serious Risks to Your Health.（卫生局长警告：戒烟大大降低威胁到你健康的风险。1985–）
- SURGEON GENERAL'S WARNING: Smoking By Pregnant Women May Result in Fetal Injury, Premature Birth, And Low Birth Weight.（卫生局长警告：孕妇吸烟可能产生胎儿损伤，早产，低出生体重的结果。1985–）
- SURGEON GENERAL'S WARNING: Cigarette Smoke Contains Carbon Monoxide.（卫生局长警告：香烟烟雾中含有一氧化碳。1985–）

## 巴西

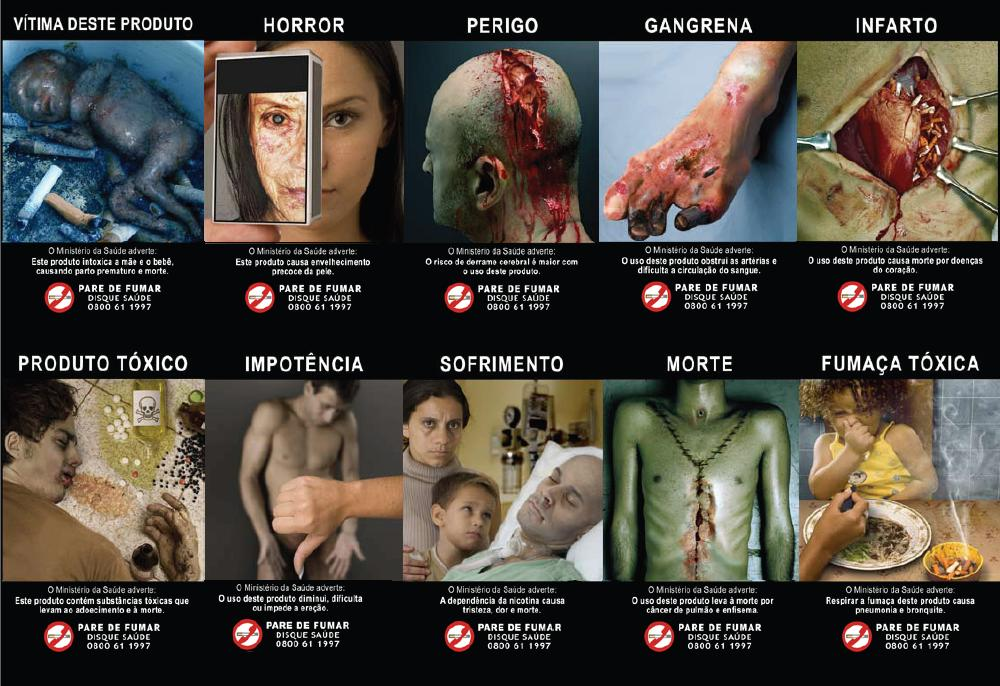
巴西的烟草包装警示